# 熊倉飛鳥
熊倉 飛鳥（くまくら あすか）は、宝塚歌劇団に所属する演出家。

## 来歴
2016年、宝塚歌劇団に入団。
2022年、星組バウホール公演「ベアタ・ベアトリクス」で演出家デビュー。

## 宝塚歌劇団での舞台作品

### その他の劇場作品
- 2022年、星組『ベアタ・ベアトリクス』（バウホール）[1]
- 2024年、月組『Golden Dead Schiele』（バウホール）[2]
- 2024年、雪組『FORMOSA!!』（ドラマシティ・KAAT神奈川芸術劇場）[3]

### 新人公演
- 2019年、花組『A Fairy Tale -青い薔薇の精-』[4]
- 2021年、月組『桜嵐記（おうらんき）』[5]
- 2022年、宙組『NEVER SAY GOODBYE』[6]
- 2022 - 2023年、星組『ディミトリ～曙光に散る、紫の花～』[7]
- 2025年、星組『阿修羅城の瞳』